# KwaMhlanga
KwaMhlanga es un pueblo en la provincia de Mpumalanga en Sudáfrica.
Durante la época de la política de desarrollo separado, bajo el régimen del apartheid, sustituyó al pueblo de Siyabuswa como capital del bantustán de KwaNdebele.
El área donde está este pueblo es el centro espiritual de los miembros de la tribu amaNdebele, etnia que se asentó en esta zona desde el siglo XVIII.